# Tigran Martirosian (halterófilo, 1983)
Tigran Vardan Martirosian –en armenio, Տիգրան Վարդանի Մարտիրոսյան– (Guiumri, URSS, 3 de marzo de 1983) es un deportista armenio que compitió en halterofilia.
Participó en dos Juegos Olímpicos de Verano, obteniendo una medalla de plata en Pekín 2008, en la categoría de 85 kg, y el séptimo lugar en Atenas 2004. Ganó una medalla de bronce en el Campeonato Mundial de Halterofilia de 2006 y una medalla de oro en el Campeonato Europeo de Halterofilia de 2008.

## Palmarés internacional
| Juegos Olímpicos   | Juegos Olímpicos                | Juegos Olímpicos  | Juegos Olímpicos |
| Año                | Lugar                           | Medalla           | Categoría        |
| ------------------ | ------------------------------- | ----------------- | ---------------- |
| 2008               | Pekín (China)                   | Medalla de plata  | 85 kg            |
| Campeonato Mundial |                                 |                   |                  |
| Año                | Lugar                           | Medalla           | Categoría        |
| 2006               | Santo Domingo (Rep. Dominicana) | Medalla de bronce | 85 kg            |
| Campeonato Europeo |                                 |                   |                  |
| Año                | Lugar                           | Medalla           | Categoría        |
| 2008               | Lignano Sabbiadoro (Italia)     | Medalla de oro    | 85 kg            |